# Pic a Tenerife
Pour les articles homonymes, voir Tenerife (homonymie).
Le pic a Tenerife est une montagne située dans l'ouest de l'île de Terre-Neuve (Canada), près de la communauté côtière de Glenburnie, dans le parc national du Gros-Morne. Il s'élève à 545 mètres d'altitude. Son nom a été donné par le capitaine James Cook en 1767 d'après l'île de Tenerife dans les îles Canaries d'Espagne.